# 池田克己
池田 克己（いけだ かつみ、1912年5月27日 - 1953年2月13日）は、日本の詩人。

## 略歴
奈良県出身。1927年（昭和2年）、吉野工業学校建築科卒業。奈良県で写真館を経営。1931年（昭和6年）、小学校の師植村諦に初めて詩を見てもらい、詩作に励む。1934年（昭和9年）、第一詩集『芥は風に吹かれてゐる』を発刊。1936年（昭和11年）、上林猷夫、佐川英三らと詩誌『豚』を創刊、のち『現代詩精神』と改めた。1939年（昭和14年）、徴用令で中国に渡り、1941年（昭和16年）解除、上海で大陸新報社の記者となり『上海文学』を創刊、また草野心平らと詩誌『亜細亜』を出した。1945年（昭和20年）、帰国。1946年（昭和21年）上林、佐川らと『花』を創刊、1947年（昭和22年）6月小野十三郎、高見順らを編集に加え『日本未来派』を創刊し、編集人となった。40歳で死去した。

## 著書
- 『芥は風に吹かれてゐる 池田克己第一詩集』日本書房 1934年 全国書誌番号:44053201、NCID BB11204579。
- 『原始 池田克己詩集』豚詩社 1940年2月 NDLJP:1053191、NCID BA81413237。
- 『上海雑草原 詩集』八雲書林 1944年1月 全国書誌番号:60013847、NCID BA51571545。
- 『新生中国の顔』アルス 1944年 全国書誌番号:61010951、NCID BN11154613。
- 『中華民國居留 池田克己詩集』太平出版 1944年8月 NCID BA42190799
- 『池田克己詩集』日本未来派発行所 1948年3月 全国書誌番号:46026711、NCID BA52019570。
- 『法隆寺土塀 詩集』新史書房 1948年4月 全国書誌番号:48011182、NCID BN16072378。
- 『唐山の鳩 : 詩小説集』日本未來派發行所（札幌） 1951年9月 NCID BA86690959

### 翻訳
- 梁漱溟『郷村建設理論 一名・中国民族之前途』大亜細亜建設社 1940年10月 全国書誌番号:60015226、NCID BA35369292。